# Srđa Knežević
Srđa Knežević (cyryl. Срђа Кнежевић; wym. [sr̩dʑa knɛʒɛʋitɕ]; ur. 15 kwietnia 1985 w Belgradzie) – serbski piłkarz grający na pozycji obrońcy. 28 maja 2010 roku podpisał trzyletni kontrakt z Legią Warszawa, jednak nie zdołał wywalczyć sobie miejsca w pierwszym zespole. W marcu 2012 roku trafił na półroczne wypożyczenie do Boraca Banja Luka, a 11 stycznia 2013 roku rozwiązał umowę z Legią. W jej barwach rozegrał 4 ligowe spotkania. Na początku 2013 roku został zawodnikiem Hapoelu Akka.